# Kreuzinfektion
Die Kreuzinfektion ist die Beschreibung für eine Infektionskette von einem Infizierten auf einen anderen Wirt und von dort wieder zurück auf den ursprünglich Infizierten. Derartige Infektionsketten finden sich v. a. in medizinischen bzw. pflegerischen Einrichtungen (z. B. Krankenhäuser, Altenheime). Im weiteren Sinne bezeichnet die Kreuzinfektion auch das gegenseitige Anstecken mit unterschiedlichen Erkrankungen.
Beispiele:
- Gonorrhö/Trichomonaden: Wiederansteckung nach erfolgreicher Antibiotika-Behandlung durch den Partner
- Durchfallerreger